# Galagoides granti
Galagoides granti är en primat i familjen galagoer (Galagonidae) som förekommer i östra Afrika.
Arten når vanligen en kroppslängd (huvud och bål) av 14 till 16 cm, en svanslängd av 21 till 24 cm och en vikt av 110 till 180 g. Enstaka individer hade en 18 cm lång kropp. Öronen är med en längd av 3,5 till 4,0 cm ganska stora. Pälsen har på ovansidan en brun färg, ibland med rosa skugga. Undersidan är krämvit. Den yviga svansen är mörkbrun och blir fram till spetsen ännu mörkare. Däremot finns hos vissa individer en vit svansspets. Ansiktet har hos vuxna individer ett mönster som liknar en mask. På den vitaktiga grundfärgen finns mörkgråa ringar kring ögonen som är sammanlänkade över näsborrarna och på hjässan.
Denna primat förekommer i sydöstra Tanzania och i Moçambique. Den når även södra Malawi och östra Zimbabwe. Arten vistas i låglandet och i bergstrakter upp till 1800 meter över havet. Habitatet utgörs av städsegröna skogar, av galleriskogar och av andra områden med träd eller buskar.
Galagoides granti är aktiv på natten och klättrar i växtligheten. På dagen vilar cirka 5 individer tillsammans i ett nästa av blad, klätterväxter och kvistar som platseras i träd. Födan utgörs av ryggradslösa djur och frukter samt ibland av naturgummi eller en liten fågel. Vanligen letar varje individ ensam efter föda. För kommunikationen har de många olika läten. Troligen föds de flesta ungar under årets varmaste och fuktigaste månader. Honor föder en eller sällan två ungar per kull.
I några delar av utbredningsområdet pågår skogsavverkningar vad som kan påverka beståndet. Hela arten listas av IUCN som livskraftig (Least Concern).